# Pacific Coast Championships 1988
Il Pacific Coast Championships 1988 è stato un torneo di tennis giocato sul cemento indoor. È stata la 99ª edizione del Pacific Coast Championships, che fa parte del Nabisco Grand Prix 1988. Si è giocato a San Francisco negli Stati Uniti, dal 26 settembre al 2 ottobre 1988.

## Campioni

### Singolare
Michael Chang ha battuto in finale  Johan Kriek con il punteggio di 6–2, 6–3

### Doppio
John McEnroe /  Mark Woodforde hanno battuto in finale  Scott Davis /  Tim Wilkison con il punteggio di 6–4, 7–6